# Lundby, Norrköpings kommun
Lundby är en bebyggelse i  Styrstads socken i Norrköpings kommun. 2015 avgränsade SCB här en småort. 2018 räknade SCB bebyggelsen som en del i tätorten Lundby och Malm.